# Le Mur (film, 2017)
Pour les articles homonymes, voir Mur (homonymie).

Le Mur est un film documentaire d’animation  écrit par David Hare est réalisé par Cam Christiansen qui explore les répercussions du barrière de séparation israélienne sur les habitants de cette région. Le projet a débuté en 2009 et s’est poursuivi pendant 8 ans. Le film a eu sa première québécoise en tant que film de clôture à la 16e édition des Sommets du cinéma d'animation,. En 2018, il a été  présenté en compétition officielle à la Festival international du film d'animation d'Annecy 2018. Le film a été produit par Bonnie Thompson et David Christensen (en) à l’Office national du film du Canada, à Edmonton.

## Fiche technique
- Titre : Le Mur
- Titre original : Wall
- Réalisation : Cam Christiansen
- Scénario : David Hare
- Production : David Christensen
- Pays d’origine : Canada
- Date de sortie : 2017